# Hubert-Folie
Hubert-Folie település Franciaországban, Calvados megyében. Lakosainak száma 381 fő (2018. január 1.). Hubert-Folie Bourguébus, Ifs, Saint-Martin-de-Fontenay, Soliers és Tilly-la-Campagne községekkel határos.

## Népesség
A település népességének változása:
| Lakosok száma | 75   | 162  | 167  | 213  | 318  | 353  | 352  | 374  | 378  | 381  |
|               | 1968 | 1975 | 1982 | 1999 | 2006 | 2011 | 2013 | 2016 | 2017 | 2018 |